# フッ化クロム(IV)
フッ化クロム(IV)(Chromium(IV) fluoride)は、化学式CrF4の無機化合物である。固体状態では、暗い緑色がかった黒色である。湿った空気が存在するか、水に直接入れると、急速に加水分解する。

## 合成
粉末のクロムか三塩化クロムを350-500℃でフッ素ガスに曝露すると、フッ化クロム(IV)とフッ化クロム(V)の混合物が得られる。フッ化クロム(IV)は、樹脂のような茶色のビーズ状で、冷却すると沈殿する。

## 反応
水と以下のように反応する。
CrF4+2 H2O->CrO2+4 HF